# Parvin E'tesami
 (février 2013).
Si vous disposez d'ouvrages ou d'articles de référence ou si vous connaissez des sites web de qualité traitant du thème abordé ici, merci de compléter l'article en donnant les références utiles à sa vérifiabilité et en les liant à la section « Notes et références ».
Parvin E'tesami (en persan پروین اعتصامی, Parvīn Iʿtisāmī), née le 16 mars 1907 à Tabriz – morte le 5 avril 1941 à Qom, de son vrai prénom Rakhchandeh, est l’une des grandes figures de la poésie persane du XXe siècle. Son œuvre a fourni nombre d’adages et d’expressions de la langue courante, tout en s’imposant très rapidement dans le programme scolaire, et constituant une référence littéraire de premier plan.

## Biographie
Son grand-père, Mirza Ebrahim Khan Mostowfi E’tessam-ol-Molk, était originaire d’Achtyan. À sa nomination comme contrôleur des finances de la province d’Azerbaïdjan sous l’administration Qajar, il s’est installé à Tabriz. Son fils, le père de Parvine, Youssef E’tessami (E’tessam-ol-Molk Achtyani) y mène une carrière d’écrivain et de traducteur. La mère de Parvine, Akhtar Fotouhi, est la fille de Mirza Abdol-Hossein, connu sous le pseudonyme de Moghadam-ol-Edaleh, un des derniers poètes de l’ère Qajar, un Azebaïdjanais de Tabriz.
Alors que Parvine est encore très jeune, son père, Youssef E’tessami, rédacteur en chef du mensuel littéraire Bahar (Printemps), s’installe à Téhéran avec sa famille. L’établissement dans la capitale favorise le développement intellectuel et artistique de la petite fille, lui offrant l’occasion d’y côtoyer les plus grandes personnalités politiques et littéraires de son temps. Parmi ses maîtres, en plus de son père, figurent Dehkhoda et Malek-o-Choaraye Bahar. Elle étudie la littérature classique persane ainsi que l’arabe auprès de son père. Elle termine ses études secondaires au lycée américain de Téhéran, Iran Bethel, en 1924, où elle restera encore quelque temps pour y enseigner.
En 1926, elle est sollicitée par la cour des Pahlavi pour prendre en charge l’éducation des princes, offre qu’elle décline.
En 1934, son cousin, Fazlollah Homayoun Far, alors chef de la police de la ville de Kermanchah, la demande en mariage, et obtient sa main, mais cette union n’est pas faite pour durer. L’ambiance militaire combinée à la vie de débauche que mène cet officier est inconciliable avec la délicatesse et la fougue de la jeune femme. Au bout de quelques semaines de vie commune, Parvine quitte son mari pour rentrer à Téhéran. Par la suite, elle ne mentionnera jamais cet épisode de sa vie. 
De 1938 à 1939, elle travaille à la bibliothèque de l’École de Formation des Maîtres de Téhéran.
En 1938 survient le décès de son père, âgé de 63 ans. Cette perte est un terrible choc pour Parvine, qui lui dédie un de ses poèmes les plus émouvants. Elle ne survivra que trois années à son père. La maladie l’emportera en avril 1941. Elle est inhumée, aux côtés de son père, dans le caveau familial à Qom.

## Œuvre
Parvine manifeste ses dons précoces pour la poésie dès l’âge de 8 ans. Son père l’encourage alors à mettre en vers des extraits d’œuvres de la littérature occidentale traduites par ses soins, dont quelques-unes des fables de La Fontaine. En 1921-1922, plusieurs de ses poèmes sont publiés dans la revue Bahar. Son premier divân (recueil de poèmes), comprenant 156 pièces, est publié en 1935. L’éminence littéraire du moment, Mohammad Taghi Bahar, préface alors son œuvre. Le frère de Parvine, AbolFath E’tessami, fait paraître une seconde édition 1941, peu de temps après sa mort. Cette édition comprend 209 poèmes sous forme de masnavi, ghasideh, ghazal, etc., avec un total de 5 606 vers.
Malgré la brièveté de sa vie, Parvine acquiert rapidement une grande notoriété littéraire chez ses contemporains. Par la forme aussi bien que par la substance, sa poésie respecte la tradition classique littéraire persane. De fait, les courants modernistes de son art, encore frémissants, ne semblent pas l’avoir atteinte. On trouve, parmi les différents morceaux de son divân, 42 poèmes sous forme de ghasideh et ghet’eh, sans titre. Ces derniers sont conformes au style philosophique et didactique khorassani, celui de poètes tels que Sanaï et Nasser Khosrow. À côté, une autre catégorie de ses poèmes, de style réputé araghi, racontent une histoire, ou un dialogue, se rapprochant de ceux de Saadi. Ces derniers constituent également la partie la plus connue de son œuvre.
Selon Bahar, s’il ne fallait citer qu’un seul de ses poèmes, ce serait Le Voyage d’une larme qui, en lui seul, est considéré comme un summum de la littérature persane.
Cependant, l’originalité de l’œuvre de Parvine réside dans une autre forme de poésie, celle du monazereh, ou dialogue, mettant en jeu des êtres humains, des bêtes, des plantes, des objets, des notions, en la portant à la perfection. Elle compose ainsi environ 65 monazerehs, ainsi que 75 anecdotes, fables, et allégories. Selon le professeur Heshmat Moayyad, « Parvine a écrit à propos d’hommes et de femmes de différents milieux sociaux, une pléthore d’animaux, d‘oiseaux, de fleurs, d’arbres, d’éléments cosmiques et naturels, d’objets de la vie de tous les jours, de concepts abstraits, en les personnifiant un par un, nous livrant ainsi l’extraordinaire foisonnement de sa pensée. Au travers de ces figures, elle tend un miroir à ses contemporains, leur exposant les abus de la société, et l’échec de leur engagement moral. Par le biais de ces débats, elle nous révèle une réflexion fondamentale à propos de la vie et de la mort, de la justice sociale, de l’éthique, de l’éducation, et de l’importance suprême du savoir.